# Teucholabis lindneri
Teucholabis lindneri är en tvåvingeart som beskrevs av Alexander 1933. Teucholabis lindneri ingår i släktet Teucholabis och familjen småharkrankar.
Artens utbredningsområde är Bolivia. Inga underarter finns listade i Catalogue of Life.